# زمین‌لرزه‌های ژانویه ۲۰۱۷ مرکز ایتالیا
رشته‌ای از چهار زمین‌لرزه بزرگ در ۱۸ ژانویه ۲۰۱۷ مرکز ایتالیا شامل نواحی میان ابروتزو، لاتزیو، مارکه و اومبریا را لرزاند و دست‌کم ۳۴ نفر طی این حادثه کشته شدند. این زلزله‌ها درست هنگامی رخ داد که مناطق حادثه‌دیده در موج سرمای اروپا گرفتار بودند.

## سقوط بهمن
در شامگاه ۱۸ ژانویه ۲۰۱۷ ریزش بهمن -ظاهراً بر اثر زمین‌لرزه- باعث شد هتلی واقع در کوه گران ساسو نزدیک فاریندولای ابروتزو زیر برف مدفون شود که گفته می‌شود تعداد زیادی در این حادثه کشته شده‌اند. دست‌کم ۳۰ مهمان و پرسنل هنگام حادثه در هتل حضور داشتند که کشته‌شدن سه نفر از آنان تأیید شده‌است.